# Katedra Najświętszego Serca Jezusa w Harbinie
Katedra Najświętszego Serca Jezusa w Harbinie – katedra katolicka, znajdująca się przy ulicy Dongdazhi Jie w dzielnicy Nangang w Harbinie. Dawny kościół harbińskiej Polonii. Obecnie katedra administratury apostolskiej Harbinu.

## Świątynia harbińskiej Polonii

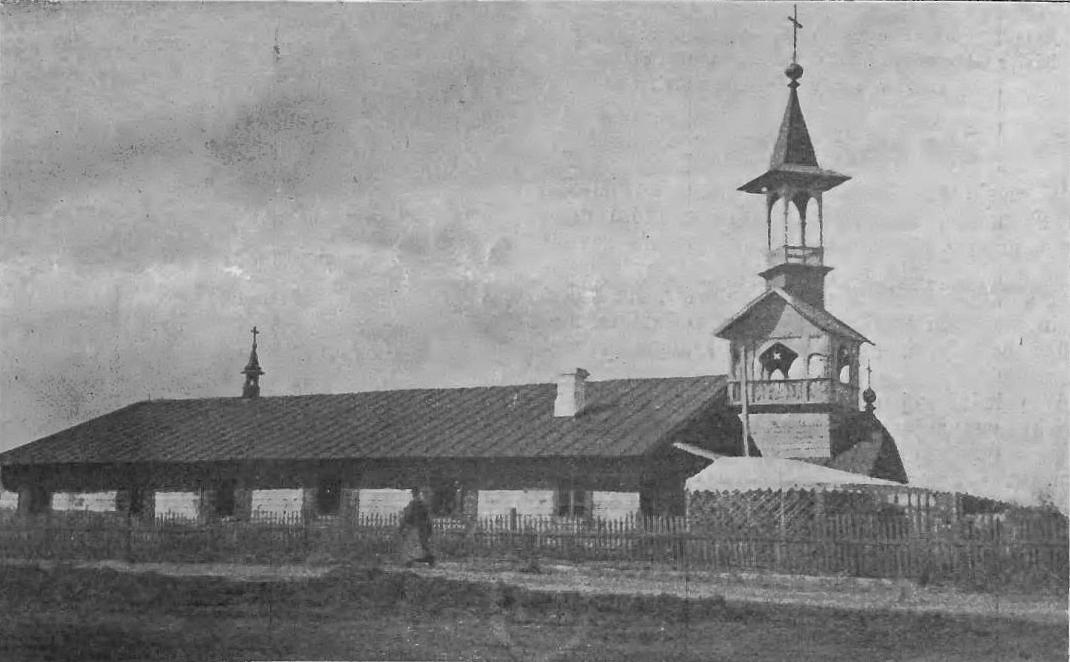
Drewniany kościół w 1906

Kościół wzniesiony został na potrzeby mieszkających w Harbinie Polaków, na działce otrzymanej od Zarządu Kolei Wschodniochińskiej. Głównymi inicjatorami budowy byli przedstawiciele korpusu wojskowego – Polacy z armii rosyjskiej z czasu wojny rosyjsko-japońskiej. Budowę drewnianej świątyni, według projektu inż. Mikołaja Kazi-Gireja, rozpoczęto 7 października 1906 roku. Kamień węgielny poświęcił ks. Dominik Przyłuski rodem z Lublina. Wzniesiony w stylu neogotyckim kościół ukończono w 1909 roku. Otrzymał wezwanie św. Stanisława. Został poświęcony przez biskupa Jana Cieplaka, a jego pierwszym proboszczem został ks. Antoni Maczuk. W 1912 roku zastąpił go ks. Władysław Ostrowski, z którego inicjatywy wzniesiono przy parafii m.in. schronisko dla bezdomnych i starców oraz bibliotekę z czytelnią oraz rozpoczęto wydawanie Tygodnika Polskiego.
Po śmierci ks. Ostrowskiego w 1937 roku nowym proboszczem został ks. Paweł Chodniewicz. Zmarł w 1949 roku, w okresie repatriacji Polaków z Mandżurii do ojczyzny. Ostatnim polskim kapłanem pełniącym posługę w kościele był do połowy lat 50. ks. A. Eysymontt.

## Współcześnie
W 1959 roku kościół został przejęty przez Patriotyczne Stowarzyszenie Katolików Chińskich. Zamknięty i zdewastowany podczas rewolucji kulturalnej w 1966 roku, służył przez następne lata jako budynek szkoły średniej.
Świątynia została odrestaurowana i ponownie przeznaczona na cele sakralne w 2004 roku, otrzymała także wówczas wezwanie Najświętszego Serca Jezusa. Jest obecnie największym katolickim kościołem w prowincji Heilongjiang. Przy fasadzie znajdują się dwie wieże o wysokości 52 metrów.